# کالیفرنیا (فیلم ۱۹۴۷)
کالیفرنیا (انگلیسی: California) فیلمی در ژانر وسترن به کارگردانی جان فارو است که در سال ۱۹۴۷ منتشر شد.

## خلاصه داستان
موقعی که جستجوها برای پیدا کردن طلا در کالیفرنیا شروع می‌شود، جاناتان ترومبو از ارتش کناره گیری کرده و تصمیم می‌گیرد یک واگن قطار را به سمت ساحل غرب رهبری کند. در این سفر لیلی بیشاپ یک دختر خدمتکار و مایکل فابین یک مردی ایرلندی نیز او را همراهی می‌کنند. اما زمانی که به کالفرنیا می‌رسند، جاناتان متوجه می‌شود یک مرد ثروتمند می‌خواهد جلوی استقلال کالیفرنیا را بگیرد…

## بازیگران
- ری میلند
- باربارا استانویک
- بری فیتزجرالد
- آلبرت دکر
- آنتونی کوئین
- دان بدو
- فرانک فیلن
- هاوارد فریمن
- جیمز برک
- جولیا فی
- ویل رایت
- فرانک هاگنی
- هَنک بل
- لستر دُر